# Jesús Carrasco-Muñoz
Jesús Carrasco-Muñoz y Encina (Madrid, 1869-1957) fue un arquitecto español, colaborador del Grupo de Arquitectos y Técnicos Españoles para el Progreso de la Arquitectura Contemporánea, GATEPAC. 

## Vida
Realizó sus estudios y su trabajo en Madrid y Valladolid durante el primer tercio del siglo XX. Se tituló en la Escuela de Arquitectura de Madrid en 1894. Sus primeros proyectos los hizo de la mano de su padre, el arquitecto Vicente Carrasco-Muñoz y Pedrosa (1825-1904), trabajó con su compañero de promoción Joaquín Saldaña y López. Posteriormente recibió influencias estilísticas de Eugenio Jiménez Correa, con el que colaboró en diversos concursos.

## Obras

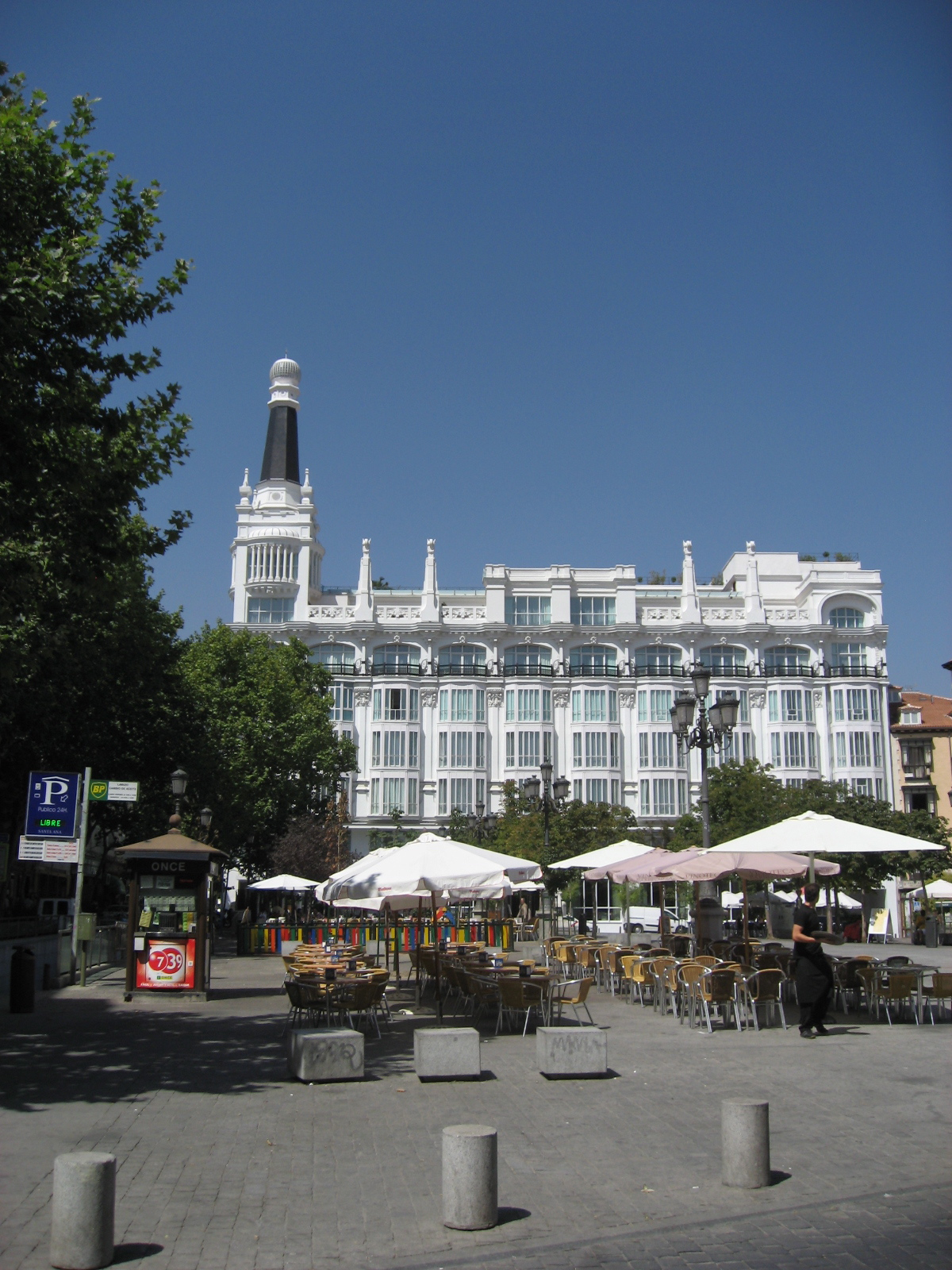
El "Hotel Reina Victoria" es una de sus obras más conocidas (1919).

Como arquitecto municipal de Madrid, participó en varios proyectos sobre la apertura de la Gran Vía y la alineación y remodelación de la Plaza de España en 1910 y 1926 que serviría de base para la definitiva de 1931.
Fue el constructor y diseñador durante el periodo que va desde 1919 a 1923 del edificio del Hotel Reina Victoria en la plaza de Santa Ana de Madrid.
Algunas de sus obras se encuentran ya desaparecidas como el Hotel Labourdete. Participó en los concursos municipales del Palacio de Comunicaciones, Casa de Correos y Casino de Madrid. 
Entre sus obras más significativas se encuentran:
- Central Eléctrica del Mediodía (1899)
- Edificio del semanario Nuevo Mundo en Madrid (1906).
- El convento de María Magdalena («las recogidas»).
- Ermita de la Virgen del Rosario de Pastores (Nª Sra. de los Pastores) en Huerta de Valdecarábanos  (1910).
- La vivienda Amós Espina (1913) - (Botica de la Reina Madre).[3]
- Edificio Leopoldo Daza (1918).[4]
- El Hotel Reina Victoria en Madrid (1919).
- El Templo Nacional de Santa Teresa de Jesús de la calle de Ferraz (1928).
- El edificio que reconstruyó el convento de Santa Ana, en Toledo, como edificio añadido a la Escuela de Artes y Oficios (1921-1931).[5]